# Nevėžis
De Nevėžis (letterlijk de kreeftloze) is een 208 km lange rivier in Litouwen, die ontstaat door het samenvloeien van meerdere beekjes in de buurt van Anykščiai. Zij vloeit eerst in noordwestelijke richting, om voorbij Panevėžys, de grootste stad langs de rivier, naar het zuidwesten af te buigen. Bij Raudondvaris mondt zij uit in de Memel.
Cultuurhistorisch geldt de rivier als grens tussen de regio's Žemaitija (Neder-Litouwen of Samogitië) en Aukštaitija (Hoog-Litouwen).
Een 12 km lang kanaal verbindt sinds 1963 de Nevėžis met de Šventoji, ondersteund door een pompstation bij Kavarskas
In warme zomers kan de rivier zeer ondiep worden. Samen met de aanvoer van meststoffen uit de omringende velden, geeft dit aanleiding tot problemen met overwoekering. Door het uitzetten van graskarpers wordt geprobeerd dit tegen te gaan. Deze oplossing is omstreden omdat het klimaat eigenlijk te koud is voor deze vissen.
- Virtual International Authority File: 315137539